# 大村福吉
大村 福吉（おおむら の ふくよし、生没年不詳）は、平安時代初期の官人・医師。名は福善とも記される。氏姓は大村直のち紀宿禰。丹波介・大村人嗣の子。官位は外従五位下・造兵正。

## 出自
大村直（大村直）は天道根命の6世の孫である君積命の後裔で、紀氏（紀直）の同族にあたる神別氏族だが、『続日本後紀』では福吉を武内宿禰の支族としている。

## 経歴
仁明朝で右近衛医師を務める。瘡（皮膚病）を治療する技術に優れ、当時の他の医師の追随を許さなかった。仁明天皇に寵愛され、居宅を与えられるほどであった。また、天皇から命令を受けて、口授されてきた秘伝により『治瘡記』を撰述した。これは日本最古の外科治療書と目されるが、散逸して現在にその内容は伝わらない。
承和2年（835年）正月に外従五位下に叙せられる。同年10月に同族の者とともにあわせて5人が大村直から紀宿禰に改姓している。のち、仁明朝において美作掾・造兵正を歴任した。

## 官歴
『続日本後紀』による。
- 時期不詳：正六位上
- 承和2年（835年） 正月7日：外従五位下。10月4日：大村直から紀宿禰に改姓
- 承和7年（840年） 正月30日：美作掾
- 承和10年（843年） 2月10日：造兵正

## 系譜
- 父：大村人嗣[4]
- 母：不詳
- 生母不詳の子女
  - 男子：紀鹿主[4]
  - 男子：紀氏主[4]